# أنظمة أمان البرمجيات
أنظمة أمان البرمجيات (بالإنجليزية: Software System Safety)‏ هو عبارة عن نظام يستخدم لتطوير وصيانة وتصميم برمجيات النظام وتوافقه مع نظام التشغيل وأجزاء الكمبيوتر المختلفة.
في القديم كان يُؤخذ في الاعتبار زيادة الإنتاج كعامل رئيسي في صناعة البرمجيات وأمان وسهولة هندسة البرمجيات.

## نظرة عامة
إن مع التطور والتقدم والانفتاح أصبحنا نواجه كثيرا من الصعوبات، وتحيط بنا المخاطر المفاجئة والتهديدات. وكلما ازددنا تقدما كلما ازدادت تلك المخاطر تعقيدا. فالحماية من تلك المخاطر وتفادي الوقوع فيها متطلب أساسي يسعى الجميع لتحقيقه. وإن من أعظم المخاطر في عصرنا هي تلك التي تهدد أمن المعلومات والحاسبات. تعددت تلك المخاطر وتنوعت أساليبها واختلفت دوافعها. وإن أي منشأة صغيرة كانت أم كبيرة تسعى للحفاظ على سرية المعلومات التي تملكها وسلامة أجهزتها. ولكن مع كثرة البرامج وتعدد الأساليب المتاحة أصبح اختراق الأجهزة والتخريب والحصول على معلومات سرية أمرا يزداد سهولة مع الأيام.
هذا المقال يقيم التهديدات والمخاطر التي تواجه أمن المعلومات والشبكات والحاسبات ويستعرضها ملقيا بذلك الضوء على أهمية الحماية واتخاذ الوسائل الوقائية والدفاعية لتجنب تلك المخاطر.

## الأهداف
- يتم تصميم البرنامج بطريقة تتيح سهولة الصيانة والتعديل.
- احتياطات الأمان بتحدد بواسطة الاختبار.
- عدد مستويات التعقيد وأمان تأخذ الحد الأدنى.
- صوت وتوثيق المعلومات هندسة البرمجيات تستخدم لتطوير البرمجيات.
- يتم تحديد الأنماط الفاشلة failure (برامج -والأدوات- وأنظمة ) للأخذ في الاعتبار أثناء تصميم البرامج.